# Ain't Misbehavin'
Ain't Misbehavin' is een beroemde jazzstandard, in 1929 gecomponeerd door Fats Waller en Harry Brooks (muziek), de tekst kwam van de hand van Andy Razaf. Veel vocalisten en musici hebben het nummer op de plaat gezet, maar het nummer is onlosmakelijk verbonden met de klassieke versie van Fats Waller: zijn uitvoering kreeg in 1984 de Grammy Hall of Fame Award. De Recording Industry Association of America noemde het in 2001 als een van de 365 Songs of the Century (nummer 41).

## Muzikale revue en eerste hitversies
Het nummer werd speciaal geschreven voor de 'zwarte' muzikale revue "Hot Chocolates", waarin trompettist Louis Armstrong zijn Broadway-debuut maakte. Volgens Razaf had Waller het nummer in 45 minuten af, wat volgens columnist David Hinckley waarschijnlijk mede te danken was aan Wallers gewoonte "een paar riffs te vinden en te herhalen tot hij een 32-bar song had". Het lied werd in de revue gezongen als een openingsnummer en later nog eens gebracht. Bij de uitvoering in Hudson Theatre speelde Armstrong het nummer als trompetsolo. De trompettist had daar zoveel succes mee, dat hij het nog datzelfde jaar op de plaat zette, voor Okeh Records. De plaat kwam in de top 10 van Amerika terecht (plek 7). Maar Waller nam het nummer als eerste op, voor Victor Records, en zijn uitvoering wordt gezien als de klassieke versie. Zijn single haalde dat jaar de 17e plaats in de Amerikaanse hitlijst. Later zou Waller het (met Ada Brown) nog eens zingen in de film "Stormy Weather" (1943). Het lied werd in 1929 nog door vier anderen opgenomen: Bill Robinson (nr. 8), Ruth Etting (hoogste notering: nr. 16) , Gene Austin (9e plaats) en het orkest van Leo Reisman met zang van Lew Conrad (2e plaats).

## Latere uitvoeringen
Over de jaren heen is het nummer talloze malen vertolkt, in de jazz maar ook in de popmuziek en country. In de jaren dertig gingen bigband-leiders als Duke Ellington, Count Basie, Benny Goodman en Gene Krupa ermee aan de slag. In 1937 werd het door het Quintette du Hot Club de France, met onder andere Django Reinhardt, op de plaat gezet, zodat het nummer later ook in het repertoire van gipsy jazz-muzikanten terechtkwam. Andere vocalisten en musici die het opnamen waren onder andere Anita O'Day, Sarah Vaughan, Billie Holiday, Earth Kitt, Ella Fitzgerald, Dinah Washington, Miles Davis, Kay Starr, Frankie Laine, Art Tatum, Sonny Stitt, Sam Cooke, Sidney Bechet, Ray Charles, Nat King Cole, Willie Nelson, Leon Redbone, Dave Brubeck, Ray Brown,McCoy Tyner en Bill Haley & His Comets. 
In 1937 haalde de instrumentale versie van het kwartet van Teddy Wilson de zesde plaats in de Amerikaanse hitparade. Johnnie Ray had er in 1956 in Engeland een hit mee (17e plaats in de Engelse hitlijst) en in 1960 scoorde Tommy Bruce met zijn Bruisers er in datzelfde land ook mee (3de plaats). Hank Williams jr. had in 1986 met zijn versie zowel commercieel succes als bijval van critici: hij kreeg er een Grammy voor.
In 1978 werd de titel van het nummer gebruikt voor een succesvolle musical over de Harlem Renaissance.